# Resolutie 1280 Veiligheidsraad Verenigde Naties
Resolutie 1280 van de Veiligheidsraad van de Verenigde Naties werd op 3 december 1999 aangenomen door de VN-Veiligheidsraad. Dertien leden van de Raad stemden voor. China, Maleisië en Rusland onthielden zich. Frankrijk stemde niet mee.

## Achtergrond
Op 2 augustus 1990 viel Irak zijn zuiderbuur Koeweit binnen en bezette dat land. De Veiligheidsraad veroordeelde de inval onmiddellijk en later kregen de lidstaten carte blanche om Koeweit te bevrijden. Eind februari 1991 was die strijd beslecht en legde Irak zich neer bij alle aangenomen VN-resoluties. In 1995 werd met resolutie 986 het
olie-voor-voedselprogramma in het leven geroepen om met olie-inkomsten humanitaire hulp aan de Iraakse bevolking te betalen.

## Inhoud
De Veiligheidsraad:
- Herinnert aan de resoluties 1242, 1266 en 1275.
- Handelt onder Hoofdstuk VII van het Handvest van de Verenigde Naties.

1. Besluit de periode vermeld in de resoluties 1242 en 1266 te verlengen tot 11 december.
2. Besluit om op de hoogte te blijven.

## Verwante resoluties
- Resolutie 1266 Veiligheidsraad Verenigde Naties
- Resolutie 1275 Veiligheidsraad Verenigde Naties
- Resolutie 1281 Veiligheidsraad Verenigde Naties
- Resolutie 1284 Veiligheidsraad Verenigde Naties

Lijst ·  1220 ·  1221 ·  1222 ·  1223 ·  1224 ·  1225 ·  1226 ·  1227 ·  1228 ·  1229 ·  1230 ·  1231 ·  1232 ·  1233 ·  1234 ·  1235 ·  1236 ·  1237 ·  1238 ·  1239 ·  1240 ·  1241 ·  1242 ·  1243 ·  1244 ·  1245 ·  1246 ·  1247 ·  1248 ·  1249 ·  1250 ·  1251 ·  1252 ·  1253 ·  1254 ·  1255 ·  1256 ·  1257 ·  1258 ·  1259 ·  1260 ·  1261 ·  1262 ·  1263 ·  1264 ·  1265 ·  1266 ·  1267 ·  1268 ·  1269 ·  1270 ·  1271 ·  1272 ·  1273 ·  1274 ·  1275 ·  1276 ·  1277 ·  1278 ·  1279 ·  1280 ·  1281 ·  1282 ·  1283 ·  1284